# 拳无虚发 (1983年游戏)
《拳无虚发》是任天堂发行的拳击街机游戏，1983年在日本首发，次年在全球推出。本作为拳无虚发系列的首作。
本作创作的许多角色，如Glass Joe、Piston Hurricane、Bald Bull和Mr. Sandman，也出现在之后的作品中。本作也是近藤浩治最早担任声音设计的作品。